# Yumbel
Yumbel es una antigua ciudad y comuna de la zona central de Chile, perteneciente a la Región del Biobío, reconocida por celebrar anualmente la Fiesta Religiosa de San Sebastián de Yumbel. Dicha festividad se celebra los días 20 de enero y 20 de marzo de cada año, razón que ha hecho que la ciudad reciba el apodo de Ciudad Santuario. Se estima que más de doscientos cincuenta mil personas en enero, y trescientos cincuenta mil personas en marzo, llegan cada año a saludar y pedir mandas al Santo Patrono de la ciudad, siendo el principal destino para el turismo cristiano en el sur del país.
Los orígenes de la ciudad se remontan a los años de la Conquista de Chile, por parte del Imperio Español, siendo fundado como el Fuerte de San Felipe de Austria, el que fuera levantado en 1585 por el gobernador Alonso de Sotomayor, en los alrededores de lo que hoy se denomina cerro Centinela. La localidad actual se origina cuando en 1776, el gobernador español Antonio Gill y Gonzaga le concede el título de Villa, con una población de 3.143 personas en 1779, la que superaría las 5.000 habitantes, al momento en que Chile logró su independencia. llegando a recibir el 16 de marzo de 1871 el título de ciudad, por Decreto Supremo del Gobierno de Chile.
Limita al Norte con la comuna de Florida, en la Provincia de Concepción, y con la Región de Ñuble, en la comuna de Quillón; al Sur con las comunas de San Rosendo, Laja, y Los Ángeles; al Este con la comuna de Hualqui, Provincia de Concepción; y al Oeste con la ciudad de Monte Águila, comuna de Cabrero. A su vez, se encuentra a 58 km de Los Ángeles y a 68 km de Concepción, su capital regional.

## Origen del nombre
El nombre de la ciudad de Yumbel corresponde a una palabra compuesta de dos vocablos del idioma mapudungun: Um, que quiere decir Aurora, y Pel, que significa resplandor o luz. El nombre traducido sería: Luz de la Aurora, Luz del Alba, o Arcoíris Resplandeciente.
El primer registro de este nombre data de al menos 350 años, siendo utilizado por primera vez por el gobernador Francisco de Meneses Brito, cuando refundó el Fuerte bajo el nombre de San Carlos de Austria de Yumbel, en 1666. Varios nombres dados al fuerte eran en homenaje a los respectivos monarcas españoles en ejercicio: San Felipe de Austria (en homenaje a Felipe II), y el mismo San Carlos de Austria (en homenaje al, en ese momento joven rey, Carlos II). La tradición, propia de los tiempos de la Casa Real de Austria, terminaría con la llegada de la Casa Real de Borbón, haciéndose más común la alusión a los Santos Patronos. El patronazgo de San Sebastián iniciaría en 1766, dándole también el nombre de San Sebastián de Yumbel, en dicho año, aunque la historia de la localidad y el Santo, iniciaría mucho antes.

## Historia

### Conquista de Chile (1585-1598)
Emplazada geográficamente acorde a los principios básicos de fortificación militar y defensiva, propios de la Conquista y Guerra de Arauco, Yumbel se ubicaba entre dos cursos de agua, hoy conocidos como Estero Yumbel, por el oriente; Estero Bermejo, por el norte; y por el sur, cerro Centinela, que constituía el Mirador, que permitía observar a distancia cualquier desplazamiento de gente. 
Se tiene constancia de que el Fuerte permanecería levantado hasta más allá del año 1598, cuando se inicia el Proceso Colonial en el territorio de Chile.

### Periodo Colonial (1598-1810)
Cerca del fuerte se libró la Batalla de Las Cangrejeras el 15 de mayo de 1629, frente al Estero Yumbel (curso de agua que hoy cruza la ciudad) en la zona donde hoy se ubica la localidad de Cambrales, perteneciente a la misma comuna. 
En 1630 tiene lugar, cerca de esta comuna, la llamada batalla de los Robles donde el gobernador Francisco Laso de la Vega, logra contener a los mapuches de Butapichón obligandolos a retirarse.
Los años siguientes serían complicados, y la Guerra de Arauco convertiría al sector en una zona muy conflictiva, propiciando a que el fuerte fuera destruido varias veces. Hoy, se consideran cada una de estas fundaciones, considerando a la original como la primera, en 1585:
- 2ª Fundación: En 1648, el gobernador Martín de Mújica y Buitrón, refunda el Fuerte después de un alzamiento mapuche, bajo el mismo nombre.
- 3ª Fundación: En 1663, el gobernador Ángel de Peredo refunda el Fuerte después de un alzamiento mapuche, bajo el nombre Nuestra Señora de Almudena, .
- 4ª Fundación: En 1666, el gobernador Francisco de Meneses Brito refunda el Fuerte después de volver a destruido en un alzamiento mapuche, bajo el nombre San Carlos de Austria de Yumbel, .
- 5ª Fundación: En 1670, los gobiernos sucesores de Meneses Brito levantaron el Fuerte Santa Lucía de Yumbel. después de volver a destruido en un alzamiento mapuche, propiciado además por las fracasadas políticas del gobernante. El nombre de la ciudad responde a los vocablos poéticos araucanos «um», que quiere decir «aurora», y «pel», que significa resplandor o luz, lo que indicaría Luz de la Aurora o Arcoíris Resplandeciente.

En 1766, Antonio Guill y Gonzaga constituye el actual territorio que compone la ciudad, dándole al poblado la categoría de villa, recibiendo el nombre de San Sebastián de Yumbel, bajo el patronazgo de San Sebastián de Milán, mártir que es el Santo patrono de la ciudad hasta el día de hoy. Esta es considerada la sexta fundación de la ciudad.

### Independencia, y República (1810-actualidad)

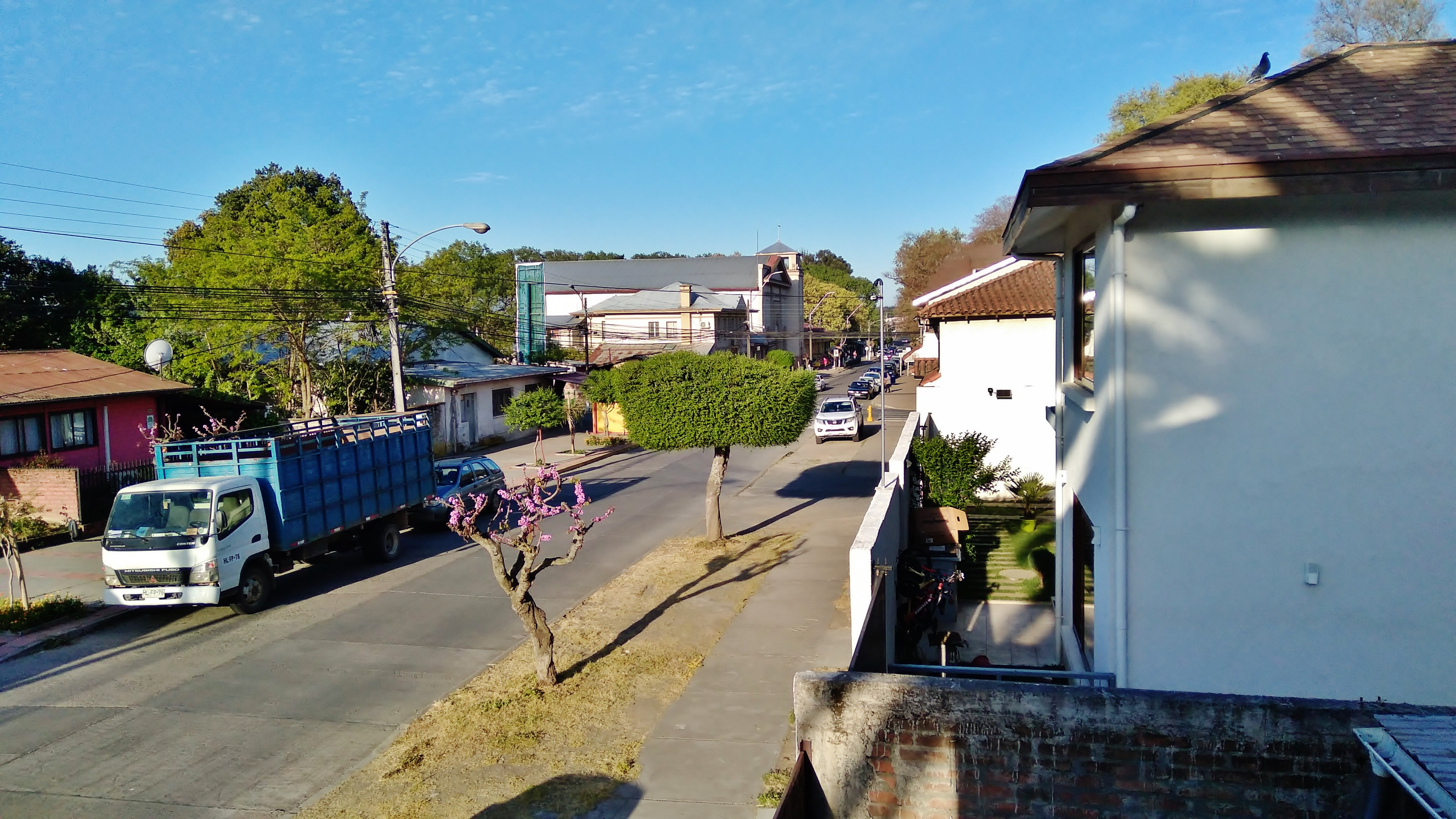
Calle Castellón de Yumbel, hacia la Plaza de Armas (2021)

La villa fue destruida parcialmente por el terremoto del 20 de febrero de 1835. 
Por Decreto Supremo de 16 de marzo de 1871, recibe el título de ciudad, por parte del Presidente de la República Federico Errázuriz Zañartu. Se considera esta fecha como la Séptima Fundación, y la última, siendo señalada igual como fecha conmemorativa.
El desarrollo de la comuna en general y de la ciudad de Yumbel en particular, ha estado ligado profundamente en el que hacer religioso gracias a la veneración a su Santo Patrón, San Sebastián mártir el 20 de enero de cada año, fecha para la cual llegan más de 500 mil personas desde fuera de la comuna.

Desde 1826 hasta 1976, el territorio de la actual comuna de Yumbel perteneció a la provincia de Concepción como parte de la delegación de Rere, posteriormente departamento del mismo nombre y finalmente departamento de Yumbel. Con el proceso de regionalización, la comuna pasó a integrar provincia de Biobío, situada en la región homónima. La ciudad es conocida internacionalmente por sus eventos religiosos que giran en torno a la imagen santa de San Sebastián de la mano de los conquistadores. Pero esta comuna ofrece en cuanto al turismo variadas opciones para conocerla. Entre ellos se tienen una rica historia, paisajes, eventos de reconocimiento nacional, pueblos y localidades pintorescos, balnearios en distintos cauces hídricos como también en los Saltos del Laja, además de variados mitos y leyendas.

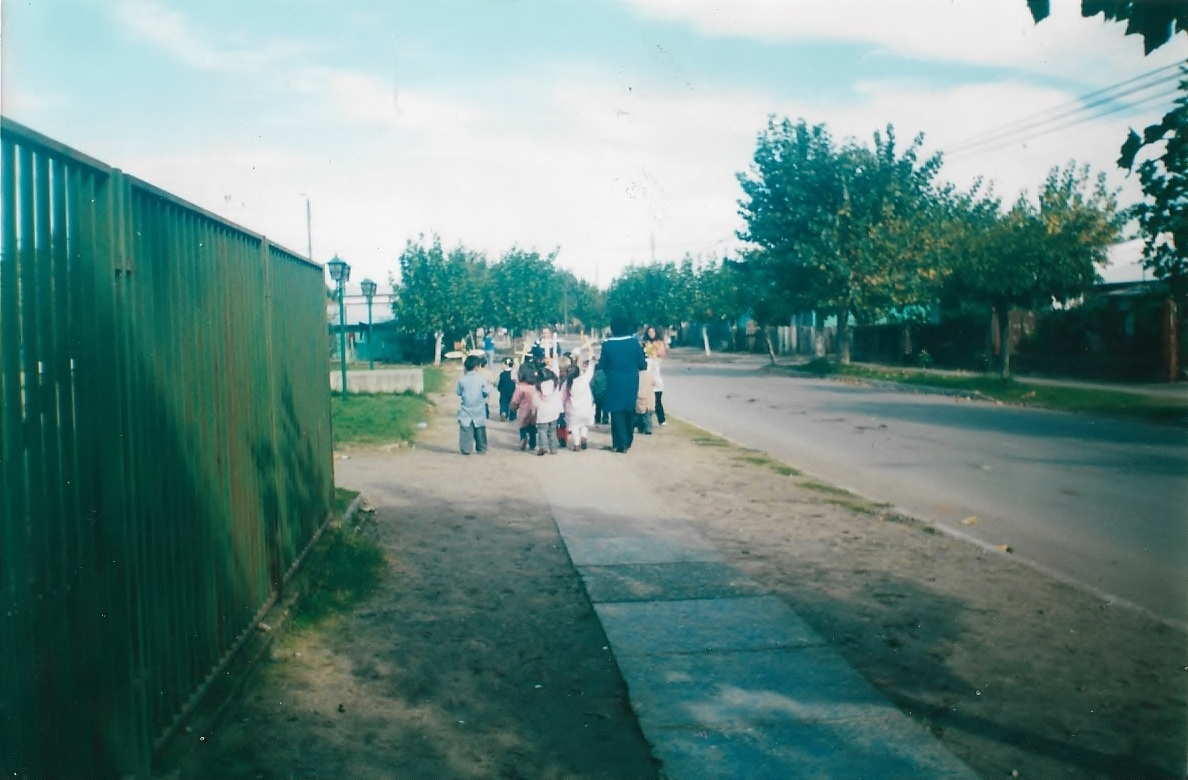
Calle Pedro Aguirre Cerda, a las afueras del Jardín San Sebastián (1996)

A partir de 1979 toda la zona ubicada al poniente de Río Claro pasa a la administración de la Comuna de Yumbel, mientras que las localidades de Monte Águila, Charrúa, Chillancito y Salto del Laja se integran a la comuna de Cabrero, quedando así estructurada la comuna como se conoce actualmente, conforme al decreto Ley 2.868, dictado durante el Régimen Militar.Esta nueva división administrativa ha traído consecuencias, ya que en la ciudad de Monte Águila, desde los años 90, ha existido un fuerte sentimiento independentista, debido a que Monte Águila nunca ha tenido una administración central, y siempre ha estado subordinado a una comuna más grande designada por el Gobierno, sin dar posibilidad de una autodeterminación de sus vecinos, lo que ha hecho que los monteaguilinos sientan desde siempre una situación descrita por ellos de "abandono".Junto a lo anterior, también se señalan otras causas, como el crecimiento de su población; por la poca inversión de dinero y proyectos en el territorio por parte de la primera administración comunal de Cabrero en democracia, del alcalde democratacristiano Hasan Sabag Castillo (1992-2012), y por la identidad propia de la ciudad de Monte Águila, en donde sus habitantes no se identifican con la capital de su nueva comuna, Cabrero. Por esta razón, la ciudad ha presentado dos proyectos ante la SUBDERE, con el fin de ser comuna, en los años 2006, y en el año 2015, con el apoyo de la diputada Loreto Carvajal.

#### Diccionario geográfico de la República de Chile
Villa capital del departamento de Rere, situada en los 37° 5' Lat., i 1° 56' Lon. O., a la banda occidental del PiioClaro de su nombre, sobre la base norte de unas alturas medianas, especialmente de la llamada, cerro del Centinela, donde existía el primitivo raerte, que le sirvió de defensa contra las excursiones de los indios hasta fines del siglo pasado. En esta parte yace la población antigua, que es de calles estrechas i de manzanas irregulares, con caserío modesto i concentrado. A la parte norte se extiende un plano más parejo, aunque algo arenoso, en el que se han trazado desde 1836 nuevas calles de 16 metros de ancho, formando manzanas o cuadros de 108 metros por lado, que comienzan a cubrirse de mejores edificios. Esto nuevo ensanche da al área de la villa una forma prolongada de N. a S. Contiene 2,000 habitantes, dos plazas, tres escuelas gratuitas para uno i otro sexo, oficinas municipales i de la gobernación, cárcel regular correo i su parroquial, en que se venera una efijie de San Sebastian, que tiene la celebridad de haber sido encontrada, después de algunos años, en un pantano de la inmediacion do la antigua Chillan, en que se dejó oculta al abandono de esta ciudad en 1655. Posee algunos huertos i arboledas a sus alrededores i dentro de la población, siendo además mui adecuados sus contornos para desenvolver en ellos un alto cultivo. Esta villa viene trayendo su oríjen de un fortín que, con el nombre de San Felipe de Austria, erijió sobre el cerro del Centinela el gobernador Sotomayor en 1585; el cual, destruido después por los araucanos, fue reemplazado en 1603 bajo el gobierno de Rivera con el fuerte de Santa Lucía de Y"umbel. Lazo de Vega reparó este fuerte i lo pobló en 1630, estableciendo en él un tercio o cuerpo regular, de infantería. Mas, trasladado esc tercio a Nacimiento en 1648, quedó abandonado hasta que el Presidente Pereda, reedificó en 1663 la fortaleza, que denominó de Nuestra Señora de Almudena, la cual repobló tres años más tarde su sucesor Menéses, dándole el nombre de San Carlos de Austria de Yurnbel. Durante este tiempo i hasta la restauración de esta plaza por Manso de Velasco, ella i sus contornos habían sido teatro de incidentes de la guerra con los araucanos, que siempre la mantuvieron en una condición precaria. Entonces quedó permanentemente asentada, i volvió a tomar el título de Santa Lucía de Yumbel: en 1766 la erijió en villa el Presidente Guill i Gonzaga. Medró poco, i aun se retrasó después, durante la guerra de la Independencia, por la alternada ocupación que de ella hacían los patriotas i realistas. Después del terremoto del 20 de febrero de 1835, que la redujo casi a ruinas, volvió a renacer; se abrieron las nuevas calles del norte por acuerdo municipal, aprobado en 29 do agosto de 1836, i se construyeron mejores casas, la iglesia, &c. Alternó por algún tiempo con Kere en el caracter de capital de su departamento, hasta el 2 de junio en que quedó confirmado en él. Dista 90 quilómetros al E. de la ciudad de Concepción.
Entrada de Yumbel en el Diccionario Geográfico de la República de Chile, Escrito por Francisco Solano Asta-Buruaga y Cienfuegos , página 412

## Geografía
La comuna está localizada geográficamente en la Depresión Intermedia, limitando con la comuna de Florida, en la Provincia de Concepción, y con la Región de Ñuble, en la comuna de Quillón; al Sur con las comunas de San Rosendo, Laja, y Los Ángeles; al Este con la comuna de Hualqui, Provincia de Concepción; y al Oeste con la ciudad de Monte Águila, comuna de Cabrero. La altitud de la comuna de Yumbel es de 115 m s. n. m.

### Geomorfología
La comuna de Yumbel se encuentra emplazada en las unidades geomorfológicas de Llanos de sedimentación fluvial o aluvional, Cordillera de la costa y Llano central fluvio-glacio-volcanico.
Por su ubicación en el Cinturón de Fuego del Pacífico, Chile se ha visto afectado por muchos desastres naturales. Al menos siete terremotos han afectado a Yumbel a lo largo de su historia, en 1657, 1751, 1835, 1914, 1939, 1960, y 2010. Según los registros, los que más afectaron a la ciudad fueron los de 1835 y 1939, los que destruyeron parcialmente la ciudad. Otros que también causaron una serie de daños materiales fueron los terremotos de 1960, y el de 2010.

### Clima
Presenta según la clasificación climática de Köppen clima mediterráneo de lluvia invernal (Csb).

### Hidrografía
Esta además se halla entre las cuencas hidrográficas de Costeras e Islas entre río Itata y río Biobío y río Biobío. Además, la comuna posee diversos cuerpos de agua, entre los que se destacan la laguna de Flores; y río Claro, río Gomero, río Grande o Rere y río Laja.

## Medio ambiente

### Componentes bióticos

Trazado simplificado de los ecosistemas y cuerpos de agua presentes en la comuna de Yumbel.

Dentro del territorio de la comuna se pueden hallar los siguientes ecosistemas:
- Bosque caducifolio mediterráneo costero donde predominan Nothofagus obliqua y Gomortega keule (En peligro crítico)
- Bosque caducifolio mediterráneo interior donde predominan Nothofagus obliqua y Cryptocarya alba (En peligro crítico)
- Bosque esclerófilo psamófilo mediterráneo interior donde predominan Quillaja saponaria y Fabiana imbricata (En peligro crítico)

### Medidas de protección ambiental y conflictos socioambientales
Hasta 2022, la comuna de Yumbel cuenta con un área territorial destinada a la protección ambiental:

## Demografía
Yumbel comprende una población de 20 498 habitantes, entre los cuales 8302 se ubican en el radio urbano de Yumbel, y 2633 en la localidad de Estación. Asimismo, en la comuna hay varias otras localidades como Rere, Tomeco y Río Claro.

## Administración

### Municipalidad
La Municipalidad de Yumbel para el periodo 2021-2024 es dirigida por el alcalde José Aurelio Sáez Vinet (Independiente - Candidatura Independiente) y el concejo municipal conformado por los concejales:
- Alicia Del Carmen Arroyo Troncoso (Partido Regionalista Independiente Demócrata)
- Peter Frank Stengel Uslar (IND - Chile Vamos Evópoli - IND)
- Juan Godoy Rivera (IND - Ecologistas e IND)
- Juan Carlos Herrera Gacitua (Partido Socialista de Chile)
- Mauricio Alejandro Ruiz Hermosilla (IND - Unidos Por la Dignidad)
- Paola Nieves Baeza Millán (Partido Demócrata Cristiano)

### Representación parlamentaria
Yumbel forma parte de la Circunscripción Senatorial X y del Distrito Electoral 21. Es representada en la Cámara de Diputados del Congreso Nacional por los siguientes diputados:
- Flor Weisse Novoa (Unión Demócrata Independiente)
- Karen Andrea Medina Vásquez (Partido de la Gente)
- Joanna Pérez Olea (Partido Demócrata Cristiano)
- Cristóbal Urruticoechea Ríos (Partido Republicano de Chile)
- Clara Inés Sagardía Cabezas (IND - Convergencia Social)

En el Senado, la representan:
- Sebastián Keitel Bianchi (Evolución Política)
- Enrique Van Rysselberghe Herrera (Unión Demócrata Independiente)
- Gastón Saavedra Chandía (Partido Socialista de Chile)

## Economía
En 2018, la cantidad de empresas registradas en Yumbel fue de 181. El Índice de Complejidad Económica (ECI) en el mismo año fue de -0,39, mientras que las actividades económicas con mayor índice de Ventaja Comparativa Revelada (RCA) fueron Explotación de Viveros de Especies Forestales (564,33), Fabricación de Partes y Piezas de Carpintería para Edificios y Construcciones (82,31) y Otras Actividades de Manejo de Desperdicios (34,5).

## Cultura

### Escudo de Armas de Yumbel

Escudo de Yumbel

La composición del Escudo de armas de Yumbel es la siguiente:
- 1.er cuartel: sobre campo de plata, tres fajas ajedrezadas de sable y oro, que representan las armas de Don Alonso de Sotomayor, fundador del Fuerte de Yumbel, con el nombre de San Felipe de Austria, el año 1585.
- 2.º cuartel: sobre campo de gules un sol figurado, de oro interpretación de la voz Yumbel.
- 3.er cuartel: campo de gules tres veneras de plata, 2 en jefe y una en punta, que simboliza las peregrinaciones al Santuario.
- 4.º cuartel: de plata, un árbol de sinople atravesado de tres bastas del mismo color, en homenaje a San Sebastián, patrono de la ciudad.
- Bordura de azur, cargada de 7 torres de oro, que simboliza las siete fundaciones de la población.

### Festividad de San Sebastián de Yumbel
Tanto o más conocida que el propio Yumbel es la veneración a San Sebastián que se realiza cada 20 de enero y 20 de marzo en el pueblo. En la parroquia de Yumbel se conserva la imagen del santo, tallada en madera de cedro, que originalmente los españoles colocaron en la primera capilla de Chillán. Tras el avance de los mapuches liderados por Butapichón que en 1655 destruyeron la ciudad, los soldados que lograron huir hacia Concepción llevaron consigo la imagen, ocultándola en unos pajonales en los alrededores del fuerte de Yumbel. Tras la reconstrucción de Chillán, los chillanejos exigieron de vuelta la imagen a su ciudad, lo que no fue permitido por los habitantes de Yumbel, quienes exigieron el "derecho de hallazgo". La tradición popular dice que los españoles intentaron llevarse la figura de San Sebastián a Chillán usando incluso dos yuntas de bueyes, no logrando su objetivo. Finalmente, un juez eclesiástico dio en 1663 la razón a los habitantes de Yumbel.
La imagen se mantuvo en una ermita hasta que se creó la primera parroquia en 1757 en la plaza fuerte. En 1859 se construye el actual templo, ordenado tres años antes por el entonces arzobispo de Concepción, José Hipólito Salas. El templo se ubica frente a la plaza de Yumbel y ha sufrido daños parciales con los terremotos de 1939, 1960 y 2010, siendo reconstruido en todas estas ocasiones. A 50 metros al templo, separado de él por la calle O'Higgins y al nororiente de la Plaza, se encuentra el Campo de Oración construido en 1967, en el que la imagen se expone para las festividades del 20 de enero (día que en el santoral católico se celebra al santo) y 20 de marzo (día en el que los campesinos acuden para dar gracias por las cosechas, principalmente de trigo), a las cuales concurren miles de peregrinos año a año a agradecer al santo por las mandas y favores concedidos (uno de los primeros milagros registrados fue la extinción de un incendio que en 1747 estuvo a punto de destruir el pueblo). Alrededor del campo de oración, en la plaza y en las calles aledañas es usual ver a centenares de vendedores ambulantes y otros que se establecen en stands ubicados en las calles céntricas. En 1999, violentas protestas surgieron en el pueblo tras la decisión del entonces párroco de Yumbel, Pedro Tapia Toro, de trasladar este campo de oración a un predio más amplio, ubicado a 8 kilómetros del pueblo, por el camino que conducía a la entonces Ruta O-50. Ante la presión de la comunidad y el daño a la economía de la comuna que esta decisión podía causar, este traslado no duró más que un solo 20 de enero.

## Medios de comunicación

### Televisión
TDT
- 3.1 - La Red HD
- 6.1 - TVN HD
- 6.2 - NTV
- 9.1 - Mega HD
- 9.2 - Mega 2
- 11.1 - Chilevisión HD
- 11.2 - UChile TV
- 13.1 - Canal 13 HD
- 13.2 - T13 En Vivo

Cable
- Juntos TV (Yumbel)
  - Mundo Pacífico: Canal 774 (HD)[25]
- TVC Mi Canal (Cabrero)
  - TV Cable del Sur: Canal 4 (SD)[26]
- Canal 11 Televisión (Monte Águila)
  - TV Cable del Sur: Canal 11 (SD)[26]

### Radioemisoras
- 91.9 MHz Radio Supernova (Cabrero)
- 93.9 MHz Radio Centinela FM (Yumbel)
- 94.3 MHz Radio Central (Cabrero)
- 94.9 MHz Cadena Sur Radio Chile (Cabrero)
- 95.1 MHz Radio Universidad de Concepción (Concepción)
- 97.9 MHz Radio Interactiva (Yumbel)
- 98.1 MHz Radio Bío-Bío (Concepción)
- 99.3 MHz Radio Creación FM (Cabrero)
- 100.1 MHz Radio Karina FM (Cabrero)
- 107.5 MHz Radio Stación X FM (Monte Águila)
- 107.9 MHz Radio Nuevo Tiempo (Angol)